# 阿拉蒂巴
阿拉蒂巴是巴西南大河州的一个市镇。总面积341.072平方公里，总人口6616人，人口密度19.4人/平方公里。